# حیوان (فیلم ۲۰۰۵)
حیوان (انگلیسی: Animal) فیلمی به کارگردانی دیوید جی. بورک است که در سال ۲۰۰۵ منتشر شد. از بازیگران آن می‌توان به وینگ ریمز، ترنس هاوارد، جیم براون و چاز پالمینتری اشاره کرد.